# ساموئل ویلبرفورس
ساموئل ویلبرفورس (انگلیسی: Samuel Wilberforce؛ ۷ سپتامبر ۱۸۰۵ – ۱۹ ژوئیه ۱۸۷۳) اف‌آراس، اسقف کلیسای انگلستان و سومین پسر ویلیام ویلبرفورس بود. او از بزرگ‌ترین سخن‌وران عصر خود به‌شمار می‌رفت که اکنون بیشتر بخاطر مخالفتش با نظریه فرگشت چارلز داروین در مناظره ۱۸۶۰ یاد می‌شود.